# Первомайская (Саратовская область)
 Первомайская — деревня в Татищевском районе Саратовской области в составе сельского поселения Вязовское муниципальное образование.

## География
Находится на расстоянии примерно 35 километров по прямой на север-северо-восток от районного центра поселка Татищево.

## История
Официальная дата основания — 1874 год.

## Население
Постоянное население составляло 2 человека в 2002 году (русские 100 %), 3 в 2010.